# Tomáš Křivánek
Tomáš Křivánek (10 de enero de 1966) es un deportista checo que compitió en piragüismo en la modalidad de aguas tranquilas. Ganó cinco medallas en el Campeonato Mundial de Piragüismo entre los años 1993 y 1998, y una medalla de bronce en el Campeonato Europeo de Piragüismo de 1997.

## Palmarés internacional
| Campeonato Mundial | Campeonato Mundial        | Campeonato Mundial | Campeonato Mundial |
| Año                | Lugar                     | Medalla            | Competición        |
| ------------------ | ------------------------- | ------------------ | ------------------ |
| 1993               | Copenhague (Dinamarca)    | Medalla de bronce  | C4 500 m           |
| 1994               | Ciudad de México (México) | Medalla de bronce  | C4 200 m           |
| 1995               | Duisburgo (Alemania)      | Medalla de plata   | C4 200 m           |
| 1997               | Dartmouth (Canadá)        | Medalla de bronce  | C4 200 m           |
| 1998               | Szeged (Hungría)          | Medalla de oro     | C4 200 m           |
| Campeonato Europeo |                           |                    |                    |
| Año                | Lugar                     | Medalla            | Competición        |
| 1997               | Plovdiv (Bulgaria)        | Medalla de bronce  | C4 200 m           |